# Gegensatz
Der Ausdruck Gegensatz ist umgangs- wie fachsprachlich mehrdeutig.

## Bedeutungen in der Umgangssprache
Umgangssprachlich wird der Ausdruck allgemein
- für den Sachverhalt, dass etwas (eine Aussage, eine Kraft etc.) etwas anderem entgegengesetzt ist,
- oder für die Herbeiführung eines solchen Sachverhalts durch eine Handlung, die etwas anderem entgegensetzt oder -stellt (die Entgegensetzung, z. B. das Gegenvorbringen, die Antithese, der Widerstreit),
- für das, was einem anderen entgegensteht (das Entgegengesetzte; z. B. die Wärme ist ein Gegensatz zur Kälte; das Wahre ein Gegensatz zum Falschen); oder
- für das Verhältnis des Entgegenstehenden (das Gegensatzverhältnis, z. B. der Widerspruch, der Kontrast, das Gegenteil, die (In)Kompatibilität)

verwendet.
Dies bezogen auf die Wirklichkeit (im engeren Sinn) (z. B. Klassengegensatz; übertragen: Feindschaft, Feindseligkeit) oder/und auf Aussagen (Behauptungen, Rechtspositionen, Meinungen) und davon abgeleitet auf Begriffe.

## Rechtswissenschaft
Der Ausdruck „Gegensatz“ ist wohl eine Lehnübersetzung des spätlateinischen Ausdrucks oppositio und bezeichnet ursprünglich nur das Gegenvorbringen im Rechtsstreit (der Gegensatz, der gegen den ersten Satz gesagt wird, vgl. Replik, Duplik).

## Historie und Politik
Der Ausdruck 'Gegensatz' beschreibt in der Geschichtswissenschaft das aufeinandertreffen verschiedener geopolitischer Interessen zwischen zwei oder mehr Staaten. Als Beispiel sei genannt der Habsburgisch-französische Gegensatz.

## Philosophie
Als philosophischer Fachbegriff hat der Ausdruck „Gegensatz“ auf Grund der (Hegelschen) Dialektik eine zentrale Bedeutung. Begriff und Einteilung hängen dabei stark von der Position zur Dialektik ab.
Eine Definition des Gegensatzes wird häufig vermieden und man geht stattdessen unvermittelt in Bedeutungsunterscheidungen über. Schwierigkeiten macht dabei die Zuordnung des Gegensatzes im Sinne der Dialektik des deutschen Idealismus (insbesondere im Sinne von Hegel) und des Dialektischen Materialismus.
So unterscheidet R. Eisler beim Gegensatz
- den Gegensatz im logischen Sinn (logischer Gegensatz) und
- den Gegensatz im realen Sinn (realer Gegensatz, Realgegensatz).[3]

Der Gegensatz im Sinne von Fichte und Hegel wird dabei als primär Realgegensatz angeführt.
Da zumindest dem Selbstverständnis von Hegel nach der dialektische Gegensatz ein übergreifender logisch-realer ist, wird hier eine Dreiteilung vorgenommen.

### Der (rein) logische Gegensatz
Ein Gegensatz im Sinne der (klassischen) Logik (logischer Gegensatz) liegt vor, wenn sich Aussagen (Urteile, Sätze) – abgeleitet auch Begriffe –, einander ausschließen (ausschließlicher Gegensatz). Dabei wird hauptsächlich zwischen kontradiktorischem und konträrem Gegensatz unterschieden.
Nichtausschließliche Gegensätze sind Gegensätze, die weder kontradiktorisch noch konträr sind. Es sind Verknüpfungen, „die in gewisser Weise entgegengesetzt, tatsächlich aber vereinbar sind“. In der Umgangssprache werden sie durch Konjunktionen wie „(zwar …) aber“, „jedoch“, „obwohl“ gebildet. Bsp.: „Er ist klein, aber dick.“ Sie sind Gegensätze nicht im logischen, sondern nur im subjektiven, psychologischen oder scheinbaren Sinn.
Die Lehre von den logischen Gegensätzen ist in der klassischen Logik beheimatet. Sie kann auch in der modernen Logik reformuliert werden.

#### Der Gegensatz von Aussagen und Begriffen
Ein Gegensatz wird in der Logik primär von Aussagen ausgesagt (in der Scholastik: oppositio enunciatorum). Bei Begriffen (Prädikaten, Prädikatoren) gilt Entsprechendes (Scholastik: oppositio terminorum). In der modernen Logik wird die Kontradiktion auch von Aussagenmengen ausgesagt.
Gegensätzliche Begriffe sind Begriffe, deren Anwendung auf ein und denselben Gegenstand zu einem Gegensatz der jeweiligen Aussagen führt.

#### Die Einteilungen des logischen Gegensatzes
Der logische Gegensatz wird zumeist grundeingeteilt
- in kontradiktorischer Gegensatz und
- konträrer Gegensatz.[7]

Daneben wird auch eine Dreiteilung genannt in:
- kontradiktorischer Gegensatz,
- konträrer Gegensatz und
- subkonträrer Gegensatz.[8]

Auch werden als „Gegensatz-Grundformen“ angeführt
- kontradiktorisch (kalt – nicht kalt)
- konträr (kalt – warm)
- privativ (sehend – blind)
- relativ (Vater – Sohn)
- polar (Mann – Frau)[9]

#### Der kontradiktorische, konträre, subkonträre und subalterne Gegensatz (logisches Quadrat)
Der kontradiktorische Gegensatz (auch: Kontradiktion, Widerspruch)
ist der logische Gegensatz, der besteht, wenn eine Aussage die Negation der anderen ist (bzw. ein Begriff die Negation des anderen ist).
Der kontradiktorische Gegensatz der klassischen Logik entspricht der Kontravalenz (fwwf) der modernen Aussagenlogik.
- Beispiel für kontradiktorische Aussagen:
  - „Jeder Baum hat Wurzeln.“ – „Nicht jeder Baum hat Wurzeln.“

- Beispiele für kontradiktorische Begriffe:
  - „Sein“ – „Nichtsein“ bzw. „Nichts“
  - „weiß“ – „nicht-weiß“
  - „Möglichkeit“ – „Unmöglichkeit“

Ein konträrer Gegensatz liegt vor, wenn – unter Umständen nur innerhalb eines bestimmten Bezugssystems – nicht beides zugleich der Fall (wahr) sein kann, jedoch beides nicht der Fall (falsch) sein kann.
- Beispiele für konträre Aussagen:
  - „Alle Schwäne sind weiß“ – „Kein Schwan ist weiß“.[11]
  - „Jeder Baum hat Wurzeln.“ – „Kein Baum hat Wurzeln.“

- Beispiele für konträre Begriffe:
  - „Sein“ – „Anders-Sein“
  - „weiß“ – „schwarz“
  - „Kreis“ – „Quadrat“
  - „Maximum“ – „Minimum“

Die traditionelle Lehre des logischen Gegensatzes beruht auf der klassischen Logik, die durch das Zweiwertigkeitsprinzip und durch die Geltung des Satzes vom ausgeschlossenen Widerspruch gekennzeichnet ist. Demzufolge, wenn zwei derartige Begriffe Eigenschaften widerspiegeln, die einem Objekt unmöglich zugleich und in derselben Hinsicht zukommen bzw. zwei derartige Aussagen nicht zugleich wahr sein können, liegen hier kontradiktorische Gegensätze vor.
Während jedoch von zwei kontradiktorischen Sätzen immer der eine wahr und der andere falsch sein muss, wobei der eine aus dem anderen durch logische Negation formal ableitbar ist, können zwei konträre Sätze auch zusammen falsch sein: der eine ist aus dem anderen nicht logisch ableitbar.
Als subkonträren Gegensatz bezeichnet man in der klassischen Logik den logischen Gegensatz zwischen Aussagen, die nicht beide falsch, wohl aber zugleich wahr sein können, die Falschheit der einen daher die Wahrheit der anderen impliziert.
Die Disjunktion der modernen Logik entspricht dem subkonträren Gegensatz der klassischen Logik.
Der subalterne Gegensatz (Subalternation) „besagt, dass die Wahrheit einer allgemeinen Aussage eine partikuläre auch wahr macht. Ist eine partikuläre falsch, dann ist eine allgemeine falsch. Aus der Falschheit der allgemeinen folgt nicht die Falschheit der partikulären, aus der Wahrheit der partikulären nicht die Wahrheit der allgemeinen Aussage.“
Die Beziehungen des kontradiktorischen, konträren, subkonträren und subalternen Gegensatzes lassen sich im logischen Quadrat veranschaulichen.

#### Der privative, relative oder polare Gegensatz
Der privative, relative oder polare Gegensatz ist je eine Variante des konträren Gegensatzes (siehe auch: Antonym).
Ein privativer Gegensatz ist ein konträrer Gegensatz, der auf der Beseitigung von etwas beruht.
- Beispiel: sehend – blind

Ein relativer Gegensatz ist ein konträrer Gegensatz auf Grund einer Beziehung.
- Beispiel: Vater – Sohn

Ein polarer Gegensatz (auch: polar-konträrer Gegensatz) liegt vor, „wenn die Begriffe als die beiden (relativen) Enden einer Skala aufgefasst werden können, die also auf eine Vergleichung, eine zweistellige Beziehung also, zurückgeht“.
- Beispiel: weiß – schwarz

### Der logisch-reale Gegensatz in der Dialektik

#### Allgemeines
Reale Gegensätze sind nichts Starres, Unbewegliches, sondern unterliegen wie alle Erscheinungen der objektiven Realität dem Werden und Vergehen (dynamische Gegensätze). Sie entwickeln sich aus Unterschieden, sind der Unterschied auf der höchsten Stufe seiner Entwicklung.
Andererseits können reale Gegensätze sich auch über wesentliche Unterschiede in unwesentliche Unterschiede verwandeln und unter Umständen ganz zu existieren aufhören. Die Dynamik realer Gegensätze findet ihren Ausdruck auch darin, dass beide Gegensätze (Pole) aufeinander einwirken, miteinander in Wechselwirkung stehen. In dieser aktiven Wechselwirkung können sich die Gegensätze gegenseitig durchdringen, können ineinander übergehen und in bestimmter Hinsicht identisch werden (z. B. als extensionale Wirkung extremer Strömungen).
Das Prinzip von der Identität und der gegensätzlichen Durchdringung der Gegensätze bildet eines der wichtigsten Prinzipien in der idealistischen und materialistischen Dialektik. Der dialektische reale Gegensatz unterscheidet sich sowohl vom kontradiktorischen als auch vom konträren.
Während diese in der Realität nicht existieren, sondern nur als Widerspiegelungen der objektiven Gegebenheiten erscheinen, bestehen dialektische Gegensätze objektiv real. Sätze, die einen kontradiktorischen oder konträren Gegensatz zum Ausdruck bringen, können nicht zusammen wahr sein, während zwei Sätze, die einen dialektischen realen Gegensatz widerspiegeln beide wahr sein müssen. Beispiel:
- „Ein Elementarteilchen besitzt Wellencharakter.“ – „Ein Elementarteilchen besitzt Korpuskelcharakter.“[17]

#### Der dialektische Gegensatz bei Hegel
Gegensätze schließen sich nach Hegel nicht aus, im Gegenteil. „Die Eigentümlichkeit der Hegelschen Philosophie ist es nun gerade, dass sie die Dialektik nicht nur logisch, als eine Form des Denkens, sondern ontologisch oder metaphysisch, als die eigentümliche Form der Selbstbewegung der Wirklichkeit, nimmt und dass sie darüber hinaus zu zeigen unternimmt, dass beides: die Selbstbewegung unseres Denkens und die Selbstbewegung der Wirklichkeit, im Grunde der gleiche (oder gar derselbe) Prozess sind.“ Der Satz der Identität, der Satz vom ausgeschlossenen Widerspruch und der Satz vom ausgeschlossenen Dritten haben bei Hegel in der dialektischen Logik eine von der formalen oder klassischen Logik abweichende Funktion. Bei ihm ist die negative Formulierung des Satzes der Identität (A≠-A) an den des Widerspruchs gekoppelt. Die beiden Glieder sind zwar unterschieden, aber sowohl A als auch -A beziehen sich auf dasselbe A, das einerseits das Ganze der Beziehung dieser beiden Glieder ausmacht und andererseits als ein Moment, das dem -A entgegengesetzt ist, erhalten bleibt. So hat die Identität den Unterschied an ihr selbst.
Nach Hegel ist der Gegensatz (Entgegensetzung) von der Bestimmtheit des Gegenstandes abhängig. Er wird als ein Moment der Identität Verschiedener gedacht. So setzt der Verstand das Unendliche und das Endliche als unverbunden entgegen. Dadurch wird, nach Hegel, ihre lebendige Beziehung zueinander getrennt. Die Vernunft erkennt, dass die wahre Unendlichkeit die Endlichkeit mit in sich fasst und hebt sie dadurch auf. Das Endliche bleibt verschieden von der Unendlichkeit und ist trotzdem, als ein Teil, mit ihr identisch. Auf diese Weise sind die Gegensätze im Absoluten, dem wahren Unendlichen, aufgehoben. Die Gegensätze werden nicht vernichtet, sondern bleiben als verständige oder auch endliche Momente der Vernunft erhalten.

### Der reale Gegensatz

#### Begriff
Der reale Gegensatz ist der Gegensatz zwischen Gegenständen (im weitesten Sinn). Rudolf Eisler nennt ihn auch ontologischer Gegensatz und beschreibt ihn als „ein Widerstreit zweier Dinge, zweier Qualitäten, zweier Tätigkeiten, dynamische Entgegensetzung, Willens-Gegensatz, Gegensatz der Gefühle (physischer-psychischer Gegensatz, ethischer, sozialer Gegensatz)“.

#### Gegensatzlehren
Pythagoreer
Nach Aristoteles (Met. I 5, 986a 22 squ.) stellten die Pythagoreer eine Tafel von zehn Gegensatz-Paaren als Prinzipien der Dinge auf: Grenze und Unbegrenztes (peras kai apeiron), Ungerades und Gerades (peritton kai artion), Eines und Vieles (hen kai plêthos), Rechtes und Linkes (dexion kai aristeron), Männliches und Weibliches (arrhen kai thêly), Bewegtes und Unbewegtes (êremoun kai kinoumenon), Gerades und Krummes (euthy kai kampylon), Licht und Finsternis (phôs kai skotos), Gutes und Böses (agathon kai kakon), sowie gleichseitiges und ungleichseitiges Viereck (tetragônon kai eteromêkes).
Heraklit
Heraklit, auf den sich später Hegel bezog, erklärt den „Gegensatz zum Prinzip der Entwicklung. Im ‚Gegenlauf‘ (enantiodromia, Stob. Ecl. I, 60) des Geschehens ist in allem das Entgegengesetzte vereinigt, schlägt eines in das Gegenteil um (taut’ einai zôn kai tethnêkos, kai to egrêgoros kai to katheudon, kai neon kai gêraion (Fragm. 78)). Alles erfolgt kat’ enantiotêta nach der enantia rhoê, palintropia (Plat., Cratyl. 413 E, 420 A; panta te ginesthai kath’ eimarmenên kai dia tês enantiotropês hêrmosthai ta onta, Diog. L. IX 1, 7; ginesthai te panta kat’ enantiotêta, l.c. 8; panta … metaballei eis enantion oion ek thermou eis phychron Arist. Phys. III 5, 205a 6; vgl. Sext. Empir. Pyrrh. hypot. III, 230). Die Gegensätze gehen in einer Einheit zusammen wie Bogen und Leier (palintropos harmoniê kosmou hokôster lyrês kai toxou, Plut., Is. et Osir. 5).“
Plotin
Für Plotin sind Gegensätze Dinge, die nichts Identisches an sich haben (Enneaden VI, 3, 20).
Nikolaus von Kues
Nikolaus von Kues vertrat eine coincidentia oppositorum (die Vereinigung aller Gegensätze in Gott bzw. in dem Unendlichen).
Diese Idee beeinflusste die Identitätsphilosophie (Schelling) und findet sich auch in der marxistischen Philosophie, etwa in der Lehre der Dialektik bei Lenin, als Lehre, wie die Gegensätze identisch sein können.
Marxismus
Siehe Dialektik
Guardini (Dialogik)
Romano Guardini hat in seiner Gegensatzlehre (1925) polare Gegensätze grundsätzlich von Widersprüchen unterschieden und als sich ständig neu konkretisierende, also lebendig-konkrete Spannungseinheit beschrieben, ohne dass dabei die jeweiligen Pole zu existieren aufhören. Dies führt zu einer dialogischen statt dialektischen Struktur der Gegensätze im Sinne von Polarität.
Knauer
In der relationalen Ontologie von Peter Knauer wird davon ausgegangen, dass alle Wirklichkeit in der Welt die Struktur einer unauflöslichen Einheit von Gegensätzen aufweist (Identität und Nichtidentität: Veränderung; Sein und Nichtsein: Endlichkeit; Notwendigkeit und Nichtnotwendigkeit: Kontingenz usw.). Darin besteht die grundlegende ontologische Erklärungsbedürftigkeit der Welt, weil angegeben werden muss, wie man die Gegensatzeinheit ohne logischen Widerspruch aussagen kann. Nach Knauer benötigt man dazu zwei verschiedene Hinsichten (wegen der Gegensätze), die sich aber nicht wiederum ausschließen (wegen der Einheit der Gegensätze). Solche Hinsichten sind letztlich nur im recht verstandenen Geschöpflichkeitsbegriff der christlichen Botschaft zu finden: „restloses Bezogensein auf … / in restloser Verschiedenheit von …“. Die Welt geht als Einheit von Gegensätzen darin auf, nichts als Bezogensein auf eine nicht mehr unter Begriffe fallende Wirklichkeit zu sein, von der sie völlig verschieden bleibt. Diese Wirklichkeit, ohne die nichts ist und nichts sein kann, nennt man traditionell „Gott“.

## Kunst, Dichtkunst, Musik
In der Kunst, Dichtkunst und insbesondere Musik spricht man vom Gegensatz in verschiedenen Zusammenhängen, z. B. nennt man Gegensatz den ersten Kontrapunkt zum Thema einer Fuge.